# ياسين حمزة
ياسين حمزة مواليد 27 سبتمبر 1990، هو لاعب كرة قدم سعودي كمدافع، في الدوري السعودي الدرجة الأولى.

## مسيرة اللاعب
لعب سابقاً مع نادي التعاون والاتحاد ونادي الفتح ونادي الوحدة ونادي أحد ونادي العين و نادي الصفا.

## روابط خارجية
- ياسين حمزة على موقع Soccerway.com (الإنجليزية)
- ياسين حمزة على موقع كووورة